# IC 758
IC 758 — галактика типу SBc у сузір'ї Велика Ведмедиця.
Цей об'єкт міститься в оригінальній редакції індексного каталогу.